# Ліси (Піський повіт)
Ліси (пол. Lisy, нім. Lissen, 1938-45: Dünen) — село в Польщі, у гміні Біла Піська Піського повіту Вармінсько-Мазурського воєводства.
Населення — 56 осіб (2011).

## Демографія
Демографічна структура станом на 31 березня 2011 року:
|          | Загалом | Допрацездатний вік | Працездатний вік | Постпрацездатний вік |
| -------- | ------- | ------------------ | ---------------- | -------------------- |
| Чоловіки | 23      | 6                  | 14               | 3                    |
| Жінки    | 33      | 13                 | 14               | 6                    |
| Разом    | 56      | 19                 | 28               | 9                    |